# جين بويد
جين بويد (بالإنجليزية: Jane Boyd)‏ هي فنانة بريطانية، ولدت في 20 يونيو 1953 في لندن في المملكة المتحدة.

## وصلات خارجية
- الموقع الرسمي